# Grače, Beljak
Grače, nem. Gratschach,  so tako mestni predel kot tudi katastrska občina znotraj mesta s statutom Beljak.   Nekdanja gručasta vas leži med Vajškro in Osojskim jezerom, na vznožju zahodnega obronka Osojskih Tur pod razvalinami gradu Vajškra.

## Zgodovina
Vas, ki se v listinah prvič pojavlja v letu 1163 je najdišče keltskih grobov. Pri Mihaelskem ribniku („Michaeler Teich“) se nahaja skupna elitnih gomilastih grobov iz starejše dobe halštatske kulture. Rimska cesta je peljala skozi kasnejšo vas.  Spominska plošča lokalnega društva Landskron ( Vajškra) spominja na nad 2000 let staro kultno mesto blizu male cerkvice ter na to, da se je tod kopalo srebro ter da je še mnogo neodkritih rovov, ki so nekoč bili v lasti raznih gospod: Oglej, Bamberg, Salzburg, Salzburg in Passau  ter drugih, kot Fuggerjev.  
Vas je nekoč še pripadala robu slovenskega oz. kasneje dvojezičnega področja južne Koroške .

## Podružnična cerkev sv. Filipa in Jakoba
Cerkev sv. Filipa in Jakoba, ki leži na vzhodnem robu naselja, je prvič omenjena v listini iz leta 1195/1196. Gre za cerkev v lasti samostana  Osoje iz 12. stoletja, kar je še enkrat zapisano v koru z letnico 1512. Leta 1949 je bolo odkritih  vrsto rimskih kamnov (t. i. spolija), ki so sedaj vgrajeni v zunanji zid cerkve. Leta 1987/89 je bila cerkev restavrirana in ob tem je prišlo tudi do izkopavanj.

### Zunanjost
Stavba ima obliko male romanske cerkvice z nizkim korom, z lesenim vzhodnim strešnim stolpičem ter z ošiljeno kapo in lesenim nadstreškom na zahodu.  Na južnem zidu in koru se nahajajo mala romanska okna. Streha je pokrita z lesenimi skodlami. Na južnem zunanjem zidu so vgrajeni številni rimski kamni z okraski: fragment pilastra, tritona (ki je bil pokvarjen šele v 2. polovici 20. stoletja odvandalov), friz z ornamentom, relief delfina ter fragment z vpraskano risbo jagnjeta z negotovo datitacijo. 
- „delfini“ iz Grač
- „jagnje“ iz Grač
- relief tritona iz Grač

### Notranjost
Dvoranska ladja z lesenim stropom, polkrožni oporniki iz rimskih kamnov, kor  z ravnim stropom.  Zanimive  freske iz leta 1606 z močnimi poznogotskimi elementi; na vzhodni strani kora sv. Rok in Boštjan med s stebri oblikovano arhitekturo, na levi strani slavoloka Ana samotretja, tu označena z letnico 1606, v medaljončkih pasijon in oznanjenje. V boku slavoloka sv. Jakob z romarjem, ki moli (upodobitev ustanovitelja?).
Stranski, nekoč glavni oltar v obliki  retabljev z letnico 1653 s posebno upodobitev milostnega stola.

## Posestvo Landskron (Vajškra)
Posestvo leži ob cesti Max Lauritsch-Straße, štev. 53-57 in je trinadstropno kubično  poslopje s čopasto streho s kamnito vratno preklado iz 1. polovice 18. stoletja.  Vrata v obzidju imajo zobčaste nadzidke. 
- Posestvo Landskron (Vajškra) v Gračah
- Vrata v obzidju posestva Landskron (Vajškra)
- informativna tabla posestva Landskron (Vajškra)

## Zunanji viri
- uradna domača stran mesta Beljak
- Beljaški pust
- Beljaški sejm